# Hjertetyven (eksperimentalfilm)
 For alternative betydninger, se Hjertetyven. (Se også artikler, som begynder med Hjertetyven)
Hjertetyven er en dansk eksperimentalfilm fra 1943 instrueret af Jørgen Roos og Albert Mertz.

## Handling
Et poetisk eventyr om en mand, der stjæler klovnens hjerte, søger at give det til forskellige mennesker, der ikke ønsker at få det eller har brug for det, og til slut leverer det tilbage til klovnen.

## Medvirkende
- George Larsen, Tyven
- Jane Stiedl, Pigen
- Hans Andreasen, Klovnen
- Robert Jacobsen, Millionæren